# چرم‌باله‌ماهیان
چَرم‌باله‌ماهیان (Kyphosidae) نام یکی از خانواده‌های ماهیان است.

## منبع
اسدی، هدایت و دیگران، اطلس ماهیان خلیج فارس و دریای عمان، سازمان تحقیقات و آموزش شیلات ایران، تهران: ۱۳۷۵.